# Katja Novitskova
 Katja Novitskova  (née en 1984 à Tallinn, Estonie) est une artiste estonienne. Elle vit et travaille à Amsterdam et Berlin. Son travail se concentre sur les questions de technologie, les processus d'évolution, l'imagerie numérique et de l'entreprise de l'esthétique. Novitskova est intéressée par les médias et la façon dont ils définissent notre rapport à la culture.

## Biographie
Katja Novitskova est née en 1984 en Estonie.

## Œuvre
Novitskova a participé à Digital Life Design de Conception Women14 à Munich, une exposition dont le curateur est Hans-Ulrich Obrist ; elle y a présenté "Patterns of Activation". Elle est l'auteur d'un livre Post Internet Survival Guide.
En décembre 2013, Novitskova  a participé à TEDxVaduz, organisé par les artistes Simon Denny et Daniel Keller au Kunstmuseum Liechtenstein, avec "Attention, Economies and Art".
Elle est choisie par la critique Marisa Olson comme une des dix artistes-clés de 2014.
Frieze ou encore Kaleidoscope voient en elle une des représentantes caractéristiques du Post-Internet,.

## Expositions
Katja Novitskova a exposé à la Biennale de Berlin et à la Kunstverein de Hamburg en 2016, et représentera l'Estonie à la Biennale de Venise en 2017.